# Кастель (Каталония)
Касте́ли (кат. castells) или «человеческие за́мки» — это башни из людей, традиционно возводимые во время фестивалей в Каталонии. Команды кастельеров (colles castelleres) соревнуются в построении наиболее высоких и сложных за́мков. Традиция берёт начало в области Таррагона и особенно распространена на юге Каталонии. Так же как валенсийская муишеранга, кастели произошли от древних религиозных танцевальных процессий Moixiganga (муишиганга), но в отличие от валенсийского варианта утратили религиозную и танцевальную составляющие, ориентируясь только на построение как можно более впечатляющих за́мков.

## Одежда
Форма кастельеров как правило состоит из белых брюк, широкого черного пояса, банданы и рубашки, чьи цвет и эмблема указывают на принадлежность к определенному клубу кастельеров, colla. Пояс служит для двух функций: для поддержки спины и для более удобного подъёма и спуска, позволяя зацепиться ногой и ухватиться руками. Для детей, забирающихся на самый верх башни, часто обязателен защитный шлем.

## Терминология
Название каждой башни включает два числа: первое описывает количество людей в каждом уровне, второе означает количество уровней в башне. Например, Tres de Vuit (3 de 8): означает, что башня состоит из восьми уровней по три человека на каждом уровне.
Типы башен отличаются, в первую очередь, количеством людей на уровне:
1. колонна — pilar de…;
2. башня — torre de…;
3. три — tres de…;
4. четыре — quatre de…;
5. пять — cinc de…;

Башня Quatre de… amb l’agulla — четыре человека на уровень с колонной в несколько уровней, находящейся в пределах главной башни.
Обозначение количества уровней:
- шесть — sis;
- семь — set;
- восемь — vuit;
- девять — nou;
- десять — deu.

Если башни очень высоки, или количество людей на уровне мало, они обычно нуждаются в дополнительной поддержке от нижних уровней. Часто название уровня основания заключено в имени башни. Три наиболее популярных основания — pinya (основной наземный уровень, часто состоящий из нескольких сотен людей. Все башни имеют этот уровень, и он никогда не упоминается в их названии), folre (вторая основа, находящаяся выше первого уровня; при наличии всегда упоминается в названии башни) и manilles (третья основа, также всегда упоминается в названии башни).
Демонтирование башни считается важным, успешно построенная и демонтированная башня называется descarregat, разрушившаяся во время разбора — carregat, а недостроенная — intent.
Примеры:
- Pilar de sis: башня с шестью уровнями по одному человеку в каждом уровне. Если ничто иное не упомянуто, то следует понимать, что башня имеет всегда первую основу (pinya), и она была успешно демонтирована (descarregat).
- Torre de set: башня с семью уровнями по два человека в каждом.
- Cinc de nou amb folre: башня в девять уровней с пятью людьми на каждом уровне, со второй основой (folre), находящейся над первой основой (pinya).
- Quatre de vuit amb l’agulla: башня с восемью уровнями по четыре человека в уровне с внутренней колонной в шесть уровней (agulla).
- Tres de deu amb folre i manilles: три человека на уровне в башне с десятью уровнями со второй (folre) и третьей (manilles) основами.